# Cultura kallawaya
Los callahuayas (a veces kallawayas) son un grupo étnico de Bolivia que habita principalmente en las regiones de Curva, Chajaya, Khanlaya, Huata Huata, Inka y Chary, situadas en los alrededores de Charazani en la provincia Bautista Saavedra en el departamento de La Paz. Desde tiempos preincaicos controlaron una importante zona de transición entre las tierras altas y bajas, considerada por los incas la entrada más «factible» hacia la zona amazónica. La cosmovisión de la cultura callahuaya es una estructura compuesta de rituales, mitos, valores y expresiones artísticas, pero la principal actividad de los callahuayas es la práctica de la medicina ancestral. Destaca su conocimiento sobre el uso de una amplia variedad de plantas medicinales nativas, cerca de 900 especies reportadas por Girault en 1987, distribuidas en diferentes ecosistemas, y además, de 29 especies exóticas introducidas desde otros continentes. Así, la farmacopea callahuaya es una de las más ricas del mundo. La medicina callahuaya también incluye el uso de animales, minerales y la práctica de rituales basados en creencias religiosas.
El origen del nombre callahuaya es consistente con los fonemas aimaras qulla-waya, que significan 'medicamento' y 'llevar al hombro'. Así, el significado aimara hace referencia clara y directa al oficio de estos curanderos. En la lengua propia de los callahuayas, el machchaj juyai, los fonemas khalla (que significa 'libación') y wayai se traducirían conjuntamente como 'brote de las libaciones'. En machchaj juyai también existe la palabra k'alli o k'alla, que significan 'sacerdote', y k'alli wayai significaría conjuntamente 'advenimiento del sacerdocio'. Por otra parte, en idioma quechua no existe significado alguno. De esta manera, los callahuayas estarían vinculados filológicamente a los aimaras. Sin embargo, estudios recientes proponen que la lengua callahuaya es de etimología compleja y aún poco clara. El léxico callahuaya incluye, no solamente palabras de origen puquina, aimara, quechua y uru chipaya, sino también un pequeño número de palabras prestadas de lenguas cualitativa y cuantitativamente diferentes a las mencionadas: kunza y ese ejja takana. Estas últimas posiblemente introducidas intencionalmente para incrementar el lenguaje secreto de los rituales.

## Declaración de patrimonio de la humanidad
El 7 de noviembre de 2003 en París, la UNESCO proclamó la ciencia y la cosmovisión del pueblo callahuaya como Obra Maestra del Patrimonio Oral e Intangible de la Humanidad. El expediente fue preparado por la investigadora boliviana Carmen Beatriz Loza.

## Medicina callahuaya
La medicina callahuaya atraviesa por diferentes períodos históricos y seguramente también se ha ido enriqueciendo con el pasar del tiempo. Así, la medicina callahuaya se extiende por los periodos tiahuanaco (400–1145), mollo (1145–1453), incaico (1438–1532), colonial (1532–1825) y republicano (1825–presente). La farmacopea callahuaya ha evolucionado a través de los siglos como resultado de la transferencia transcultural de plantas, y así, los callahuayas han incorporado nuevas especies en su farmacopea, 29 de ellas introducidas de otros continentes. Actualmente, la farmacopea callahuaya cuenta con cerca de 980 especies. Los curanderos callahuayas se caracterizaron por sus constantes viajes por diferentes regiones ecológicas de América del Sur, donde además de dar continuidad a la medicina tradicional, la colección de diversas especies de plantas aumentó significativamente su farmacopea.
Los callahuayas clasifican las hierbas de acuerdo con siguiente criterio: calidad, propiedades curativas y usos medicinales. La calidad es categorizada en hierbas (1) calientes, (2) tibias, (3) cordiales, (3) frescas, (4) venenosas y (5) fetichistas. Las calientes y tibias son aquellas hierbas que producen diferentes niveles de calor en el cuerpo humano, provocando sudor; también las que suelen tener propiedades tranquilizantes y calmantes. Las cordiales y frescas enfrían el cuerpo y son principalmente las que disminuyen la fiebre, pero también aquellas con propiedades antiinflamatorias y reguladoras biliares. Las plantas venenosas son las que matan animales y humanos. Las fetichistas son aquellas hierbas que se emplean en rituales mágicos. A pesar, de esta clasificación sistemática, los callahuayas no siempre coinciden si una determinada planta es caliente, tibia, cordial o fresca, pero existe consenso general en cuanto a las venenosas y fetichistas.
Las investigaciones del antropólogo J. W. Bastien, sugieren que los callahuayas entendían al cuerpo humano como un sistema humoral (es decir, basado en una serie de fluidos) en un marco de músculos y esqueleto por el que diversos conductos permiten que fluyan aire, sangre, leche, sudor, excrementos y flemas. Así, los fluidos son categorizados en primarios y secundarios. Los fluidos primarios son aquellos que circulan y no se eliminan de forma regular, incluyen la sangre, agua, aire y grasa. En cambio, los secundarios son productos de "procesos de destilación" (respiración, digestión y reproducción) en el cuerpo, incluyen leche, sudor, bilis, flemas, orina y heces. Además, los fluidos secundarios necesitan ser eliminados regularmente. La concepción de esta fisiología humoral explicaría en parte el modo de administración de las plantas medicinales, en infusiones («mates»), cocidas, parches, enemas, masajes y baños. En cualquiera de estos casos, las cualidades medicinales de las plantas (principios activos, químicos) se transfieren al agua, simbolizando un paralelismo con los "procesos de destilación" que ocurren dentro del cuerpo: por ejemplo, en la digestión se transfieren nutrientes de los alimentos a la sangre, así como las cualidades medicinales se transfieren de las plantas al agua en la preparación de infusiones.
Los callahuayas también han clasificado a las plantas medicinales según sus propiedades terapéuticas. Así por ejemplo, en plantas que hacen sudar (sudoríficas), reducen la fiebre (febrífugas), remueven mucosidades (expectorantes), calman dolor (analgésicas), regulan la bilis (reguladoras biliares), causan menstruación (emenagogas), aumentan la producción de leche materna (galactóforas), repelen gusanos (vermífugos), relajan los músculos (calmantes y tranquilizantes), eliminan productos (eméticas y purgantes), y otros listados en Bastien (1983). En efecto, muchos medicamentos fueron desarrollados a partir de los conocimientos callahuayas, por ejemplo, la quinina, alcaloide extraído de la quina (Cinchona callisaya), para combatir la malaria, o la cocaína, alcaloide extraído de la coca (Erythroxylum coca). Así, Bastien sostiene que esta ciencia callahuaya se basa en la observación e investigación empírica de causa y efecto.

## Historia
Existen diversas hipótesis sobre el origen de los callahuayas. La arqueología de la zona está influenciada por el Tiahuanaco expansivo y la subsiguiente cultura mollo. Se sabe por las crónicas, que en el Imperio incaico cuyos saberes médico-religiosos sintetizaron, los callahuayas tenían un estatus especial, practicaban la medicina tradicional llevando plantas medicinales de un sitio a otro y eran encargados de cargar el anda del Inca. Se les reconocía un territorio autónomo mucho más amplio que la región que habitan actualmente, en una franja de pisos ecológicos que van de los 1000 hasta los 5000 m s. n. m. lo cual les proporcionaba acceso a una variedad de plantas medicinales y una interrelación con culturas del altiplano y las tierras bajas, que pudo haber sido la base de su medicina itinerante.

## Camino precolombino de los callahuayas
Con un recorrido de 80 km atravesando la cordillera de Apolobamba, ascendiendo hasta los 4500 y los 5100 m s. n. m. para posteriormente atravesar el paso de Sunchulli, hasta llegar a las faldas del Akamani, la montaña mágica de los callahuayas. La población de Curva, capital mundial de los médicos itinerantes, y el camino precolombino de Niño Corin, conducen hasta Charazani donde se encuentran aguas termales.

## Actualidad
Los callahuayas actuales hablan además de quechua, aimara y castellano, una lengua propia, usada entre ellos y en los rituales y prácticas médicas. En esta lengua, kalliawayai quiere decir 'iniciado en el saber'. Los lingüistas han logrado demostrar que esta lengua tiene una base léxica principalmente procedente de la lengua puquina, aunque la gramática y base morfológica es principalmente quechua con algunos afijos del puquina que se hablaba en el Imperio inca y que está presente en la toponimia andina boliviana. Actualmente, las poblaciones principales como las de Charazani y Curva en la provincia de Bautista Saavedra, son de habla quechua predominantemente.
El censo boliviano de 2001 no registró personas callahuayas, pero en el de 2012 se reconocieron 11,662 personas.